# عاهد بسيسو
عاهد فايق عاطف بسيسو (أبو فايق؛ 2 فبراير 1955 في غزة – ) مهندس معماري فلسطيني، يشغل منذ مارس 2024 منصب وزير وزارة الأشغال العامة والإسكان ضمن حكومة محمد مصطفى.

## حياته
وُلد عاهد بسيسو في غزة عام 1955 إبان الإدارة المصرية لقطاع غزة.
يُعد عاطف بسيسو شقيقه الذي كان يرأس جهاز الاستخبارات العسكرية في منظمة التحرير الفلسطينية، واغتيل في فندق ميريديان بباريس عام 1992.
درس بسيسو الهندسة المعمارية في جامعة القاهرة وحصل منها على شهادة البكالوريوس.
كان بسيسو عضوًا في مجلس إدارة بنك القدس، والمؤسسة المصرفية الفلسطينية، وجمعية الصداقة اليونانية الفلسطينية، وشركة عَمَار، والشركة الهندسية للباطون ومواد البناء، وشركة مصادر، وعضو الهيئة العامة لصندوق الاستثمار الفلسطيني. بالإضافة لكونه رئيسًا لجمعية رجال الأعمال الفلسطينيين في محافظات غزة، ورئيسًا لمجلس الإسكان الفلسطيني في غزة، ورئيسًا لمجلس إدارة صندوق التنمية الفلسطينية. لاحقًا أسس ورأس مكتب "هوم" للاستشارات الهندسية.
يُعد أحد أعضاء لجنة جائزة ياسر عرفات للإنجاز التي تمنحها مؤسسة ياسر عرفات.
في 7 فبراير 2018، عُين عضوًا في مجلس أمناء جامعة القدس المفتوحة.
في 28 مارس 2024، اعتمد الرئيس محمود عباس التشكيلة الوزارية للحكومة الفلسطينية التاسعة عشرة التي يرأسها محمد مصطفى ومنحها الثقة. وفي 31 مارس 2024، أدى بسيسو اليمين القانونية وزيرًا للأشغال العامة والإسكان في مقر الرئاسة الفلسطينية بمدينة البيرة.